# Megachile persimilis
Megachile persimilis är en biart som beskrevs av Cockerell 1937. Megachile persimilis ingår i släktet tapetserarbin, och familjen buksamlarbin. Inga underarter finns listade i Catalogue of Life.